# گابریل بابکنتس
گابریل بابکنتس (ارمنی: Գաբրիել Բաբկենց؛ انگلیسی: Gabriel Babkents زادهٔ ۱۸۶۰ - درگذشته ۲۴ ژانویهٔ ۱۹۱۷)، روزنامه‌نگار، رمان‌نویس اهل ارمنستان بود.

## زندگی‌نامه
وی با نام اصلی گابریل دولوخانی مناتساکانیان (ارمنی: Գաբրիել Դոլուխանի Մնացականյան؛ انگلیسی: Gabriel Mnatsakanean) در ۱۸۶۰ در روستای داوالی (اکنون شهر آرارات) به دنیا آمد. و در ایروان و تفلیس تحصیل نمود. تحصیلات عالیه را در دانشگاه اودسا ادامه داد. وی داستان‌های و رمان‌هایی را از زندگی روستایی به رشته تحریر درآورد. وی به عنوان یک روزنامه‌نگار، مشکلات اقتصادی دهقانان مانند کمبود زمین‌های قابل کشت، ناکافی بودن سیستم‌های آبیاری و… را بررسی کرد. وی در ۱۹۱۷ در سن ۵۷ سالگی در ایروان درگذشت.